# Triunghiul de autostrăzi Werntal
Triunghiul de autostrăzi Werntal (în germană Autobahndreieck Werntal, abreviere: AD Werntal; forma scurtă: Dreieck Werntal/triunghiul Werntal) este punctul sudic de pornire al A 71 de pe A 70. Triunghiul de autostrăzi, construit sub formă de trompetă, este situat în zona municipiului Bergrheinfeld din districtul Schweinfurt, la sud-vest de Schweinfurt din Bavaria.
Triunghiul Werntal a fost deschis traficului în 2006. Asemenea întregii A 71, cunoscută sub numele de „Autostrada Pădurea Thuringiei”, aparține Proiectului Verkehrsprojekt Deutsche Einheit nr. 16 și leagă sudul Germaniei de Turingia. La doar 7 km spre vest se află nodul de autostradă Schweinfurt / Werneck, care leagă A 70 cu A 7.
Triunghiul Werntal este notat ca intrarea / ieșirea numărul 31 de pe A 71.